# Dominique Chatain
Dominique Chatain ist eine französische Physikerin und Chemikerin. Seit 1997 ist sie Forschungsdirektorin am Interdisziplinären Zentrum für Nanowissenschaften in Marseille (Centre Interdisciplinaire de Nanoscience de Marseille CINaM).

## Leben
Dominique Chatain studierte Elektrochemie und Elektrometallurgie an der Ingenieurhochschule Grenoble INP und erwarb 1979 ein Diplom als Ingenieurin in Metallurgie. 1983 verteidigte sie dort ihre Doktorarbeit in Physik. 1981 trat sie in das CNRS ein und arbeitete als Forschungsbeauftragte im Labor für Metallurgische Thermodynamik und Physikochemie in Grenoble. Von 1991 bis 1996 arbeitete sie am Centre de Recherche sur les Mécanismes de la Croissance Cristalline (Forschungszentrum für Mechanismen der Kristallisation) in Marseille. 1997 trat sie in das Interdisziplinäre Zentrum für Nanowissenschaften in Marseille als Forschungsdirektorin ein. Ihre Forschung konzentriert sich auf die Benetzung, d. h. das Verhalten einer Flüssigkeit in Kontakt mit einer festen Oberfläche.
Der Gay-Lussac-Humboldt-Preis 2020 ermöglichte es ihr, als Gastwissenschaftlerin in der Abteilung Struktur und Nano-/Mikromechanik von Materialien am Max-Planck-Institut für Nachhaltige Materialien in Düsseldorf zu arbeiten.

## Preise und Auszeichnungen
- 2010: Silbermedaille des CNRS[1]
- 2020: Gay-Lussac-Humboldt-Preis[4]